# آنا سيتون
آنا سيتون (بالإنجليزية: Anna Seaton)‏ هي مجدفة ومؤلفة أمريكية، ولدت في 12 فبراير 1964 في توبيكا في الولايات المتحدة. حصلت على الميدالية البرونزية في التجديف (منافسة قوارب زوجي بلا ربان) في الألعاب الأولمبية الصيفية 1992.
تخرجت من جامعة هارفارد في 1986 وحصلت على درجة الماجستير من جامعة كولومبيا في 1996.
أُدرجت في قاعة المشاهير الرياضية لجامعة هارفارد وقاعة المشاهير الرياضية لولاية كانساس وقاعة المشاهير للمؤسسة الوطنية للتجديف.

## وصلات خارجية
- آنا سيتون على موقع الاتحاد الدولي للتجديف (الإنجليزية)
- آنا سيتون على موقع اللجنة الأولمبية الدولية (الإنجليزية)
- آنا سيتون على موقع أوليمبيديا (الإنجليزية)
- آنا سيتون على موقع قاعة كنساس للمشاهير الرياضية (مؤرشف) (الإنجليزية)